# Washington (árvore)

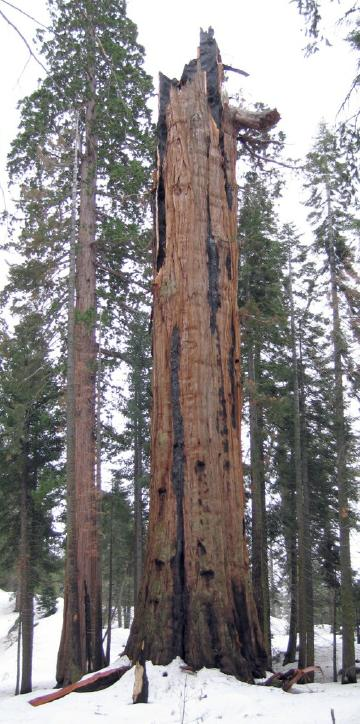
A árvore depois do colapso do tronco em fevereiro de 2005

Washington é uma sequoia-gigante na Giant Forest no condado de Tulare, Califórnia, dentro do Parque Nacional da Sequoia. Foi nomeado em homenagem a George Washington, primeiro presidente dos Estados Unidos. A árvore de Washington era a segunda maior árvore da Terra (depois da árvore General Sherman) até janeiro de 2005, quando tombou parcialmente.

## História

### Antes do colapso
A árvore foi estudada em 1999 por cientistas da Universidade Estadual de Humboldt e da Universidade de Washington. A árvore tinha 77,3 m (254 ft) de altura, com um diâmetro de 9,1 m (29,9 ft) na base. O volume total era de 1 403 m³ (49 500 pés cúbicos), incluindo o tronco principal de 1 357 m³ (47 900 ft³) e os 46 maiores ramos 46 m³ (1 620 ft³). Os cientistas descobriram uma grande cavidade no tronco da árvore, medindo 35 metros de altura por 3 metros de diâmetro. A cavidade era acessível apenas por um buraco situado a 58 m (190 ft) acima do solo. O significado desta descoberta é que o volume de madeira na árvore era muito menor do que o volume de medições anteriores.

### Danificação e colapso
Em setembro de 2003, um incêndio causado por um raio danificou a copa da árvore. Funcionários do Serviço Nacional de Parques decidiram deixar o fogo queimar sem intervenção humana. A árvore perdeu uma grande parte de sua copa no incêndio, reduzindo a sua altura para cerca de 70 m (230 ft).
A árvore estruturalmente enfraquecida tombou parcialmente em janeiro de 2005, como resultado de uma forte carga de neve na parte restante da copa. A árvore perdeu mais de metade da sua altura, a maioria dos ramos e grande parte do tronco, incluindo toda a parte oca. Agora tem 35 metros de altura, com apenas alguns galhos perto do topo da árvore.
A árvore de Washington não é mais uma das dez maiores sequoias-gigantes, embora o Serviço Nacional de Parques ainda a liste como a segunda maior devido à política de documentação atual (as árvores são calculadas como se não tivessem sofrido danos). Mesmo em estado de danificação, a árvore pode não estar a morrer, pois ainda tem alguns galhos significativos. Muitas outras sequoias sobreviveram com menos folhagens e a árvore pode viver mais décadas ou séculos.

## Dimensões
As dimensões da árvore de Washington antes do incêndio de 2003 eram:
|                                    | Metros   | Pés        |
| Altura acima da base               | 77,63 m  | 254,7 ft   |
| Circunferência ao nível do solo    | 30,81 m  | 101,1 ft   |
| Diâmetro à altura do peito (1,5 m) | 7,92 m   | 26 ft      |
| Diâmetro 18 m acima da base        | 5,2 m    | 16,8 ft    |
| Diâmetro 55 m acima da base        | 4,3 m    | 14 ft      |
| Altura do primeiro grande ramo     | 36,4 m   | 120 ft     |
| Volume estimado do tronco          | 1 355 m³ | 47 850 ft³ |